# Веа, Джордж
Джордж Та́улон Ма́нне Оппо́нг Усма́н Ве́а (англ. George Tawlon Manneh Oppong Ousman Weah; род. 1 октября 1966, Монровия, Либерия) — либерийский политический деятель, в прошлом — футболист. Президент Либерии с 22 января 2018 по 22 января 2024 года. Единственный африканский футболист — обладатель «Золотого мяча» (1995).

## Биография

### Спортивная карьера
Джордж Веа родился и вырос в трущобах Клары Таун, на Бушроде в Монровии. Он родился в семье Уильяма Ти. Веа и Анны Куайевеа, принадлежащей народности Кру. Однако в детстве его воспитанием занималась, по большей части, бабушка по отцовской линии — Эмма Клонджлале Браун. Он ходил в школу Мусульманского конгресса и Высшую школу Уэльса Хейрстона. До своего отъезда в Европу он работал в Либерийской телекоммуникационной корпорации техником на телефонном коммутаторе.
В середине 1989 года Веа, который был христианином, обратился в ислам, после чего добавил Усман к своему имени. Он десять лет был мусульманином, но после смерти своей бабушки вернулся в христианскую веру, исповедуя протестантизм.
В 1995 году был признан игроком года по версии ФИФА, лучшим футболистом Европы («Золотой мяч») и лучшим африканским футболистом года. Один из двух обладателей Золотого мяча, никогда не игравших на чемпионате мира (второй — Джордж Бест), и единственный обладатель трофея, сборная которого никогда не играла на чемпионате мира, а также первый обладатель «Золотого мяча» — не-европеец.
Периодически после ухода из спорта принимает участие в товарищеских матчах сборной Либерии. Последний матч за национальную команду сыграл в сентябре 2018 года, спустя 15 лет после завершения профессиональной карьеры.
В 1994 году Веа основал в Монровии футбольный клуб «Джуниор Профешионалс».

### Политика
После завершения футбольной карьеры Веа занялся гуманитарной и политической деятельностью, и в 2005 году баллотировался на пост президента Либерии. Победив в первом туре голосования с 28 % голосов, во втором туре он проиграл 67-летней Элен Джонсон-Серлиф, ставшей первой в истории Африки женщиной-президентом.
12 октября 2017 года в первом туре выборов президента Либерии занял первое место с 39 % голосов при подсчёте 95,6 % общего числа проголосовавших, но недобрал необходимых для победы 50 %+1 голос. Таким образом, Веа вышел во второй тур выборов вместе с Джозефом Бокаем.
26 декабря 2017 года одержал победу во втором туре голосования, став 25-м президентом Либерии.
На выборах президента Либерии 2023 года во втором туре набрал 49,11 % и проиграл своему сопернику Джозефу Бокаи, который с небольшим перевесом одержал победу, набрав 50,89 % голосов. Веа признал своё поражение и поздравил Бокаи.

## Семья
Супруга — Клэр Дункан-Веа родом с Ямайки, поженились в июне 1993 года. У них трое детей — Джордж Веа-младший (1987 г. р.), Марта и Тимоти. Помимо детей в браке, у Джорджа есть дети от внебрачных отношений. Дочь от связи с Мапе Коу Гоно, либерийкой, проживающей в США. Суд штата Джорджия признал Веа отцом девочки, родившейся в 2005 году; согласно тесту ДНК Джордж на 99,9 % является её биологическим отцом. Другой ребёнок появился после связи Веа с политиком Макделлой Купер, лидером партии Либерийские Демократы.
Двоюродный брат Веа, Кристофер Вре, также является футболистом.
В марте 2018 года младший сын, Тимоти, дебютировал за национальную сборную США. 8 января 2019 года на правах аренды из ПСЖ перешёл в «Селтик», где 19 января отметился забитым мячом в дебюте против «Эйрдрионианс» в матче Кубка Шотландии.

## Факты
Владеет английским (в качестве родного) и французским языками.

## Статистика выступлений

### В Европе
| Клуб            | Сезон   | Чемпионат | Чемпионат | Кубок | Кубок | Кубок Лиги | Кубок Лиги | Суперкубок | Суперкубок | Еврокубки | Еврокубки | Всего | Всего |
| Клуб            | Сезон   | Игры      | Голы      | Игры  | Голы  | Игры       | Голы       | Игры       | Голы       | Игры      | Голы      | Игры  | Голы  |
| --------------- | ------- | --------- | --------- | ----- | ----- | ---------- | ---------- | ---------- | ---------- | --------- | --------- | ----- | ----- |
| Монако          | 1988-89 | 23        | 14        | 10    | 1     | -          | -          | -          | -          | 5         | 2         | 38    | 17    |
| Монако          | 1989-90 | 17        | 5         | -     | -     | -          | -          | -          | -          | 7         | 3         | 24    | 8     |
| Монако          | 1990-91 | 29        | 10        | 6     | 5     | -          | -          | -          | -          | 5         | 3         | 40    | 18    |
| Монако          | 1991-92 | 34        | 18        | 4     | 1     | -          | -          | -          | -          | 9         | 4         | 47    | 23    |
| Пари Сен-Жермен | 1992-93 | 30        | 14        | 6     | 2     | -          | -          | -          | -          | 9         | 7         | 45    | 23    |
| Пари Сен-Жермен | 1993-94 | 32        | 11        | 3     | 2     | -          | -          | -          | -          | 5         | 1         | 40    | 14    |
| Пари Сен-Жермен | 1994-95 | 34        | 7         | 5     | 2     | 3          | 1          | -          | -          | 11        | 8         | 53    | 18    |
| Милан           | 1995-96 | 26        | 11        | 3     | 1     | -          | -          | 1          | 0          | 6         | 3         | 36    | 15    |
| Милан           | 1996-97 | 28        | 13        | 2     | 0     | -          | -          | -          | -          | 5         | 3         | 35    | 16    |
| Милан           | 1997-98 | 24        | 10        | 8     | 3     | -          | -          | -          | -          | -         | -         | 32    | 13    |
| Милан           | 1998-99 | 26        | 8         | 4     | 1     | -          | -          | -          | -          | -         | -         | 30    | 9     |
| Милан           | 1999-00 | 10        | 4         | 2     | 0     | -          | -          | 1          | 0          | 1         | 1         | 14    | 5     |
| Челси           | 1999-00 | 11        | 3         | 4     | 2     | -          | -          | -          | -          | -         | -         | 15    | 5     |
| Манчестер Сити  | 2000-01 | 7         | 1         | -     | -     | 2          | 3          | -          | -          | -         | -         | 9     | 4     |
| Олимпик Марсель | 2000-01 | 19        | 5         | 1     | 0     | -          | -          | -          | -          | -         | -         | 20    | 5     |
| Всего           | Всего   | 350       | 134       | 58    | 20    | 5          | 4          | 2          | 0          | 63        | 35        | 478   | 193   |

### В сборной
| Сборная | Год   | Игры | Голы |
| ------- | ----- | ---- | ---- |
| Либерия |       |      |      |
| 1987    | 1     | 1    |      |
| 1988    | 2     | 1    |      |
| 1989    | 5     | 1    |      |
| 1990    | -     | -    |      |
| 1991    | -     | -    |      |
| 1992    | -     | -    |      |
| 1993    | -     | -    |      |
| 1994    | 2     | 1    |      |
| 1995    | 5     | 0    |      |
| 1996    | 6     | 1    |      |
| 1997    | 9     | 2    |      |
| 1998    | 3     | 0    |      |
| 1999    | 3     | 1    |      |
| 2000    | 7     | 1    |      |
| 2001    | 11    | 3    |      |
| 2002    | 3     | 1    |      |
| 2003    | -     | -    |      |
| 2004    | -     | -    |      |
| 2005    | -     | -    |      |
| 2006    | -     | -    |      |
| 2007    | 1     | 0    |      |
| 2018    | 1     | 0    |      |
| Всего   | Всего | 57   | 13   |

## Достижения

### Командные
«Майти Баролл»
- Чемпион Либерии: 1985/86
- Обладатель Кубка Либерии: 1986

«Инвинсибл Элевен»
- Чемпион Либерии: 1986/87

«Тоннер»
- Чемпион Камеруна: 1987/88

«Монако»
- Обладатель Кубка Франции: 1991

«Пари Сен-Жермен»
- Чемпион Франции: 1993/94
- Обладатель Кубка Франции (2): 1993, 1995
- Обладатель Кубка французской лиги: 1995

«Милан»
- Чемпион Италии (2): 1995/96, 1998/99

«Челси»
- Обладатель Кубка Англии: 1999/00

### Личные
- Обладатель «Золотого мяча» (France Football): 1995
- Футболист года в Европе (Onze d'Or): 1995
- Игрок года ФИФА: 1995
- Лучший футболист мира (по версии «World Soccer»: 1995
- Африканский футболист года (3): 1989, 1994, 1995
- Африканский спортсмен года по версии Би-би-си: 1995
- Лучший бомбардир Лиги чемпионов: 1994/95 (7 голов)
- Входит в состав символической сборной Европы по версии ESM: 1996
- Входит в список ФИФА 100
- Golden Foot: 2005 (в номинации «Легенды футбола»)
- Включён в список величайших футболистов XX века по версии World Soccer
- Введен в зал славы клуба «Милан»
- Почётный доктор Каттингтонского университета (2018)